# Kušansko cesarstvo
Kušansko cesartvo (starogrško starogrško Βασιλεία Κοσσανῶν, Vasileia Kossanon, baktrijsko Κυϸανο, Kušano, pozni brahmanski sanskrt    Ku-ṣā-ṇa, Kuṣāṇa, devangarski sanskrt कुषाण राजवंश, Kuṣāṇa Rājavaṃśa, BHS Guṣāṇa-vaṃśa, partsko 𐭊𐭅𐭔𐭍 𐭇𐭔𐭕𐭓, Kušan-xšaθr, kitajsko 貴霜) je bilo asinkretično cesarstvo, ki so ga v 1. stoletju na baktrijskem ozemlju ustanovili Jueži. Cesarstvo je obsegalo večino sedanjega Afganistana, Pakistana in severne Indije najmanj do Sakete in Sarnata pri Varanasiju (Benares), kjer je bil odkrit napis iz obdobja kušanskega cesarja Kaniške Velikega, ki se je začelo okoli leta 127.
Kušani so bili najverjetneje ena od petih vej konfederacije Juežov, indoevropskega nomadskega ljudstva morda toharskega izvora. Ljudstvo se v starodavno Baktrijo preselilo iz severovzhodne Kitajske (Xinjiang in Gansu).
Ustanovitelj dinastije Kudžula Kadfiz  je po grško-baktrijski tradiciji sledil grškim verskim idejam in ikonografiji in hkrati tradicijam hinduizma in bil častilec hindujskega boga Šive. Kušani so bili na splošno tudi veliki pokrovitelji budizma. Začenši s cesarjem Kaniško so v svoj panteon uvedli tudi elemente zoroastrstva. Odigrali so pomembno vlogo v širjenju budizma v Srednjo Azijo in na Kitajsko.
Kušani so v državni upravi sprva verjetno uporabljali grščino, vendar so jo kmalu začeli zamenjavati z  baktrijskim jezikom. Kaniška je poslal svojo vojsko severno od gora Karakoruma. Glavna cesta iz Gandare na Kitajsko je več kot stoletje ostala pod nadzorom Kušana in omogočala lažje potovanje in olajšala širjenje mahajana budizma na Kitajsko. Kušanska dinastija je imela diplomatske stike z Rimskim cesarstvom, Sasanidsko Perzijo, Aksumitskim kraljestvom in kitajsko dinastijo Han. Cesarstvo Kušan je bilo v središču trgovskih zvez med Rimskim cesarstvom in Kitajsko. Po  mnenju Alaina Daniéloua je bilo "Kušansko cesarstvo nekaj časa središče velikih  civilizacij". V cesarstvu so ustvarili veliko filozofskih, umetniških in znanstvenih del, edina besedila o zgodovini cesarstvu pa so kljub temu samo napisi in  zapisi v drugih jezikih, zlasti v kitajščini.
V 3. stoletju se je Kušansko cesarstvo razdrobilo v na pol neodvisna kraljestva, ki so padla pod vpliv Sasanidov, ki so vdrli z zahoda in na  ozemlju Sogdije, Baktrije in Gandare ustanovilo Kušano-Sasanidsko kraljestvo. V 4. stoletju je z vzhoda pritisnili tudi indijski Gupti. Kušan in Kušano-Sasanidsko kraljestvo so sčasoma preplavili napadalci s severa, znani kot Kidariti, in za njimi  Heftaliti.

## Izvor
Kitajski viri opisujejo Guišuang (貴霜), se pravi Kušane, kot eno od petih aristokratskih  plemen Juežev. Znanstveniki soglašajo, da so bili Jueži  indoevropskega porekla. Pogosto se domneva, da so bili Jueži toharskega porekla. Nekaj podpore med znanstveniki ima tudi Iran, zlasti Saki. Drugi domnevajo, da bi lahko bili nomadsko iransko ljudstvo, ki se je delno asimiliralo s toharskimi priseljenci, tako da so vsebovali iranske in toharske elemente.
Jueži so v Zapisih velikega zgodovinarja in Knjigi Hanov omenjeni kot ljudstvo, ki živi v travnatih stepah vzhodnega Šindžjanga in severozahodnih delih Gansuja na severozahodu sedanje Kitajske, dokler ni njihovega kralja obglavil Šongnu (匈奴), ki se je vojskoval tudi proti Kitajski. Šongnu jih je prisilil, da so se v letih 176–160 pr. n. št. odselili na zahod. Kitajski viri omenjajo naslednjih pet jueških plemen: Šiūmì (休密), Guìšuāng (貴霜), Šuāngmǐ (雙靡), Šìdùn (肸頓) in Dūmì (都密).
Jueži so med selitvijo okoli leta 135 pr. n. št. naleteli na helensko kraljestvo Greko-Baktrija v severnem Afganistanu in Uzbekistanu. Od tam so selili  na jugovzhod na območje Hindukuša in porečja Inda  v današnjem Afganistanu in Pakistanu  ter zasedli zahodni del Indo-grškega kraljestva.
V Indiji so kušanski cesarji na svojih novcih redno uporabljali dinastično ime Košano. Številni napisi v sanskrtu v brahmanski pisavi, na primer na kipu Vima Kadfiza  v Mathuri, omenjajo cesarja Kušana kot   , Ku-ṣā-ṇa ("Kušan"). Nekateri kasnejši indijski pisni viri Kušane imenujejo  Turuška. Ime so v kasnejših sanskrtskih virih zamenjali s Turk, verjetno zato, ker je Tuharistan v 7. stoletju prešel pod oblast zahodnih Turkov.  Zdaj jih noben zgodovinar ne obravnava kot turško-mongolsko ali hunsko ljudstvo, čeprav ni nobenega dvoma o njihovem srednjeazijskem poreklu.

## Zgodnji Kušani
Nekaj sledi prisotnosti Kušanov v 2. in 1. stoletju pr. n. št. je ostalo na ozemlju Baktrije in Sogdije, kjer so izpodrinili Sake in jih prisilili na selitev proti jugu. Med njihovo zapuščino spadajo arheološko najdišče Taht-i Sangin, monumentalni tempelj Surh Kotal in palača  Kalčajan. Na ruševinah starih helenističnih mest, kot je Aj-Hanum, so Kušani zgradili trdnjave. Iz tega obdobja so znane različne skulpture in frizi, na katerih so upodobljeni lokostrelci na konjih in moški z umetno deformiranimi lobanjami, kot je princ Kušan v palači Halčajan. Deformiranje lobanj je bilo značilno za nomadska ljudstva v Srednji Aziji.  Nekateri prizori v palači Halčajan naj bi predstavljali Kušane, ki se borijo s Saki. Na teh podobah se Jueži vedejo veličastno, medtem ko so Saki običajno brkati možje z bolj ali manj grotesknimi izrazi na obrazih. Ban Gujeva Knjiga Hanov pravi, da so Kušani (Kuei-šuang) leta 128 pr. n. št. razdelili Baktrijo. Fan Yejeva Knjiga Poznih Hanov opisuje, kako je poglavar Kušanov Čju-šju-čueh  (na kovancih Kudžula Kadfiz) ustanovil Kušansko cesarstvo s podreditvijo drugih jueških klanov.
Najstarejši dokumentirani kušanski vladar in prvi, ki se je razglasil za kušanskega kralja, je bil Herej. Na svojih kovancih se v grščini naslavlja s  "tiran" in ima deformirano lobanjo. Herej je bil morda zaveznik Grkov in koval denar, podoben grškemu. Herej je bil morda oče prvega kušanskega cesarja Kudžule Kadfiza.
Kitajska Knjiga poznih Hanov je kronika, ki opisuje ustanovitev Kušanskega cesarstva na osnovi poročila kitajskega generala Ban Jonga kitajskemu cesarju leta 125 n. št.:
Več kot sto let kasneje [kot so Jueži osvojili Baktrijo] se je princ  [xihou] Gujšuanga [Badahšan] razglasil za kralja. Njegova dinastija se je imenovala Gujšuanski (kušanski) kralji. Kralj je napadel Anši (Indo-Partija) in osvojil Gaofu (Kabul). Porazil je kraljestvi Puda (Partija) in Džibin (Kapiša in Gandara). Kujdžjukue (Kudžula Kadfiz) je bil ob smrti star več kot osemdset let. Za njim je postal kralj njegov sin Jangaožen [morda Vema Tahk ali njegov brat Sadaškana]. Premagal je Tjanžu (severozahodna Indija) in postavil generale, da so jo nadzirali in upravljali.  Jueži so nato neizmerno obogateli. Vsi podrejeni kralji so kušanskega cesarja imenovali kraj Gujšuanga (Kušana), Hani pa so ga imenovali po njegovem izvirnem imenu Da Jueži.
—  Knjiga poznih Hanov

## Različni kulturni vplivi
V 1. stoletju pr. n. št. so Guišuango (kitajsko 貴霜), se pravi Kušani, pridobili ugled med drugimi plemeni Juežev in jih združili v trdno konfederacijo pod jabgujem (poveljnikom) Kudžulo Kadfizom. Ime Guišuang je bilo na zahodu sprejeto in za konfederacijo spremenjeno v Kušan. Kitajci so Kušane še naprej imenovali Jueži.
Kušani so postopoma dobili oblast nad ozemljem skitskih plemen in se razširili  proti jugu v regijo, ki je bila tradicionalno znana kot Gandara. Gandara je obsegala predvsem sedanji pakistanski pokrajini Pothovwar in Khyber Pakhtunkhwa. Ustanovili so prestolnici dvojčici Begram in Čarsada, takrat znani kot Kapisa in Pušklavati.
Kušani so privzeli elemente helenistične kulture Baktrije. Sprejeli so grški alfabet, ki je ustrezal njihovemu jeziku. Dodali so mu svojo črko Þ (š) in kmalu začeli kovati svoj denar po grškem vzoru. Napisi na kovancih so bili do prvih nekaj let vladavine cesarja Kaniške v grški pisavi in dopolnjeni z napisi v pisavi kharošti. Od sredine Kaniškine vladavine so bili napisi v kušanščini, zapisani v prilagojeni grški pisavi. Napisi so bili tudi v grškem jeziku in grški pisavi in  prakritu v pisavi kharošti.
Kušani so sprejeli številna lokalna verovanja in običaje, vključno z zoroastrstvom in dvema vzhajajočima religijama v regiji, grškim kultom in budizmom. Od časa Vime Taktoja so začeli številni Kušani prevzemati vidike budistične kulture. Tako kot Egipčani so absorbirali še žive ostanke grške kulture helenističnih kraljestev in postali vsaj deloma helenizirani. Veliki kušanski cesar Vima Kadfiz je morda sprejel šivaizem (sekta hinduizma), kar kažejo kovanci, kovani v tem obdobju. Naslednji kušanski cesarji so prakticirali najrazličnejše vere, vključno z budizmom, zoroastrstvom in šivaizmom. Kušansko cesarstvo je po dolini Inda povezovalo pomorsko trgovino v Indijskem oceanu s trgovino po Svilni cesti. Na vrhuncu dinastije so Kušani ohlapno vladali ozemlju, ki se je raztezalo od Aralskega jezera in preko današnjega Uzbekistana, Afganistana in Pakistana v severno Indijo. Ohlapna enotnost in dokajšen mir na tako velikega prostoru sta spodbudila trgovanje na velike razdalje, prinesla kitajsko svilo v Rim in ustvarila niz cvetočih mestnih središč.

## Širjenje ozemlja
Rosenfield ugotavlja, da so na ozemlju, ki se razteza od Surh Kotala, Begrama (poletna prestolnica Kušanov), Pešavarja (glavno mesto pod Kaniško I.),  Taksilo in Mathuro (zimska prestolnica Kušanov) prisotni arheološki dokazi o dolgotrajnem vladanju Kušanov. Kušani so v državni upravi prvi uvedli sistem satrapij (ksatrapas, brahmi  , Kṣatrapa) in velikih satrapij (mahakšatrapa, brahmi , Mahakṣatrapa).
Pod kušansko oblastjo so bili verjetno tudi Horezm z glavnim mestom Toprak-Kala. Kausambi (izkopavanja Univerze Allahabad), Sanči in Sarnath (napisi z imeni in datumi kušanskih kraljev), Malva in Maharaštra in Odiša (imitacije kušanskih kovancev in veliko kušanskih zakladov).
Vpadi Kušanov v 1. stoletju n. št. naj bi bili vzrok za selitev Indijcev z Indijske podceline proti jugovzhodni Aziji. Takšno razlago so v 20. stoletju  ustvarili indijski nacionalisti in zagovorniki Velike Indije, vendar za njihovo hipotezo ni nobenega dokaza.
Podatke v nedavno odkritem Rabataškem napisu potrjujejo poročila v Hou Hanšu, Weilüe in napisi iz zgodnjega obdobja Kaniškovega vladanja (začetek verjetno leta 127): kušanske posesti so se v začetku 2. stoletja razširile v osrčje severne Indije. V 4.-7. vrstici napisa so omenjena mesta pod Kaniškovo oblastjo, med katerimi je mogoče prepoznati šest imen: Ujjain, Kundina, Saketa, Kausambi, Pataliputra in Čampa. Iz besedila ni jasno razvidno ali je Čampa že bila pod Kaniškovo oblastjo  ali so jo osvojiti tik po njegovi smrti. Budistično besedilo Śrīdharmapiṭakanidānasūtra, znano iz kitajskega prevoda iz leta 472, omenja Kaniškovo osvojitev Pataliputre. V Pauni, južno od reke Narmada, so odkrili napis velikega satrapa Rupiamme iz 2. stoletja, ki kaže da je kušanska oblast segala daleč proti jugu, čeprav bi ozemlje lahko bilo tudi pod oblastjo Zahodnih satrapov.
Na vzhodu je vpliv Kušana še v 3. stoletju n. št.  segal vse do Bengalskega zaliva, kar dokazuje denar,  imitacija kušanskega,  in obilo tam najdenega kušanskega denarja iz tega obdobja. Ta denar kaže verjetno predvsem na trgovinske stike. Kušanskemu podoben denar so kovali tudi v vzhodni državi Orissa.
Na zahodu je kušanska država obsegala državo Parata v Beludžistanu, zahodni Pakistan, Afganistan, Kirgizistan, Tadžikistan, Uzbekistan in Turkmenistan. V Turkmenistanu je bilo pomembno kušansko budistično mesto Merv.
V 1. stoletju je Kudžula Kadfiz poslal svojo vojsko na sever v Tarimsko kotlino, da bi podprl mestno državo Kuča, ki se je upirala kitajskemu vdoru v regijo. Vojska se je po nekaj manjših spopadih umaknila. V 2. stoletju so Kušani pod Kaniško izvedli več vpadov v Tarimsko kotlino, kjer so se spopadali s Kitajci. Kaniška je zasedel dele Tarimske kotline, ki so ustrezali ozemlju mogočih kušanskih prednikov Juežev.  Kušan je imel velik vpliv na kovanje denarja v Kašgarju, Jarkandu in Hotanu.
Po zapisih v kitajskih kronikah so Kušani, zahtevali od Hanov njihovo princeso, vendar je niso dobili, čeprav so na kitajski dvor poslali bogata darila. Ker njihova zahteva ni bila uslišana, so leta 90  z vojsko 70.000 mož vdrli na kitajsko ozemlje, vendar jih je manjša kitajska vojska odbila. Kitajske kronike omenjajo bitke med Kušani in kitajskim generalom Ban Čaom. Kušani so se umaknili in Kitajskemu cesarstvu plačali davek. General Ban Čao je nazadnje osvojil vso Tarimsko kotlino. Med vladanjem cesarja Juančuja (114-120) so Kušani poslali vojsko, da bi v Kašgarju ustoličila kralja Čenpana, ki je bil sicer njihov talec.

## Kušanski vladarji
Znani so kušanski vladarji v obdobju približno treh stoletij od okoli leta 30 do vdora Kidaritov okoli leta  375. Vladali so približno istočasno z Zahodni satrapi|Zahodnimi satrapi, Satavahani in prvimi vladarji Guptskega cesarstva.

### Kudžula Kadfiz (okoli 30 – okoli 80)
"... princ [elavoor] Kušana, imenovan [Kudžula Kadfiz], je napadel in  iztrebil štiri druga plemena.  Postavil se je za kralja in njegova dinastija se je imenovala kralji Guišuanga [Kušana]. Napadel je  Anxi [Indo-Partija] in zasedel Gaofuško [Kabulsko] regijo. Porazil je tudi celotni kraljestvi  Puda [Partija] in Džibin  [Kapiša in Gandara]. Qiujiuque [Kudžula Kadfiz] je bil ob smrti star več kot osemdeset let."
— Hou Hanšu
Osvajanjal Kudžule Kadfiza so se zgodile verjetno od leta 45 do 60. Z njimi je oložil temelje Kušanskega cesarstva,  ki so ga hitro razširili njegovi nasledniki.
Kudžula je izdal več velikih serij kovancev. Imel je najmanj dva sinova: Sadaškana, ki je omenjen na dveh napisih, zlasti na Rabataškem, in ni nikoli vladal, in Vimo Takta, ki ga nasledil na kušanskem prestolu.
Kudžula je bil pra-praded cesarja Kaniške Velikega.

### Vima Takto ali Sadaškana (okoli 80 – okoli 95)
Vima Takto (starokitajsko 閻膏珍, Jangaožen) je omenjen na Rabataškem napisu. Drug Kudžulov sin, Sadaškana, je omenjen v napisu odijskega kralja Rabataka. Vima Takto je bil predhodnik Vime Kadfiza in Kaniške I. Kušansko cesarstvo je razširil na severozahod Srednje Azije. Hou Hanšu o njem pravi:
"Za njim je postal kralj njegov sin Jangaožen [verjetno Vima Takto ali morda njegov brat Sadaškana]. Porazil je Tjanžu [severozahodna Indija] in imenoval generale, da so ga nadzirali in vodili. Jueži so zatem neizmerno obogateli. Vsa kraljestva so  [njihovega kralja] imenovala kralj Guišuanga [Kušana], Hani pa so ga imenovali po njegovem prvotnem imenu  Da Jueži."
— Hou Hanshu

### Vima Kadfiz (okoli 95 – okoli 127)
Vima Kadfiz  (kušansko  Οοημο Καδφισης, Ooimo Kadfises) je bil Sadaškanov sin in vnuk Kudžule Kadfiza in oče Kaniške I. Njegovi predniki in naslednik so omenjeni v Rabataškem napisu.
Vima Kadfiz je h kušanskemu ozemlju priključil Baktrijo. Izdal je več obsežnih serij kovancev in izdelal več napisov. Ob že obstoječih bakrenih in srebrnih kovancih je koval tudi zlatnike.

### Kaniška I. (okoli 127 – okoli 150)
Vladavina Kaniške Velikega, četrtega kralja Kušana, je trajala približno 23 let od okoli leta 127 n. št. Po Rabataškem napisu (vrstice 4-8) je vladal v skoraj celi severni Indiji južno od Ujjaina in Kundine ter vzhodno onkraj Pataliputre.
Svojemu cesarstvu je vladal iz dveh prestolnic: Purošapurja (zdaj Pešavar v severozahodnem Pakistanu) in Mathure v severni Indiji.  On in Radža Dab sta zgradila ogromno trdnjavo v Bathindi (Qila Mubarak) v indijskem Pandžabu.
Kušani so imeli tudi poletno prestolnico v Bagramu, takrat znanem kot Kapisa, kjer so našli "Bagramski zaklad" z umetninami od Grčije do Kitajske.
Po Rabataškem napisu je bil Kaniška sin Vime Kadfiza, vnuk Sadaškane in pravnuk Kudžule Kadfiza. Kaniškovo obdobje, za katero je  na podlagi prelomnih raziskav Harryja Falka zdaj splošno sprejeto, da se je začelo leta 127, so Kušani  približno stoletje do propada cesarstva uporabljali kot koledarsko referenco.

### Huviška I. (okoli 150 – okoli 180)
Huviška (kušansko Οοηϸκι, Ooiški) je postal kušanski cesar po Kaniškovi smrti okoli leta 150 in vladal okoli trideset let. Njegova vladavina je bila obdobje umika in utrditve cesarstva. Zlasti v začetku svoje vladavine je veliko časa in truda namenil večjemu nadzoru nad mestom Mathura.

### Vasudeva I. (okoli 190 – okoli 230)
Vasudeva I. (kušansko Βαζοδηο, Vazodeo, kitajsko 波調, Bodiao) je bil zadnji "veliki Kušan". Iz napisov je razvidno, da je vladal najmanj od leta 191 do 225.  Konec njegovega vladanje je sovpadel z vdorov Sasanidov vse do severozahodne Indije in ustanovitve Indo-Sasanidov ali kušanšahov na ozemlju sedanjega Afganistana, Pakistana in severozahodne Indije okoli leta 240.

### Vasiška (okoli 247  okoli 267)
Vasiška je vladal domnevno dvajset let za cesarjem Kaniško II.  Vladal je v Mathuri, v Gandari in na jug do Sančija (pri Vidisi), kjer je bilo odkritih  več napisov z  njegovim imenom, datiranih 22. in 28. leto morda druge Kaniškove vladavine.

### Mali Kušani (270 – 350)
Po izgubi ozemlja na zahodu (Baktrijo so zasedli Kušano-Sasanidi) in vzhodu (Mathuro so zasedli Gupti) je vladalo več "malih Kušanov", lokalnih vladarjev na območju Pandžaba s prestolnico Taksila. Znani so vladarji Vasudeva II. (270-300), Mahi (300-305), Šaka (305-335) in Kipunada (335-350).
Vladarji so bili verjetno vazali Guptskega cesarstva, dokler ni še zadnjih ostankov Kušanskega cesarstva uničila invazija Kidaritov.

## Kušanska božanstva
Panteon kušanskih bogov je izjemno raznolik, kar razkrivajo kušanski bakreni, srebrni in zlati kovanci. Na kovancih je ob portretih vladarjev več kot trideset različnih bogov, predvsem njihovega iranskega, pa tudi grškega in indijskega porekla. Na zgodnjih kovancih so grška božanstva z njihovimi grškimi imeni. Med Kaniškovim vladanjem je grščino zamenjala baktrijščina, pisava pa je za vse kralje ostala grška. Po Huviški so na kovancih samo še dve božanstvi: Ardohšo in Oešo.
Na kušanskih kovancih so upodobljena naslednja iranske božanstva:
- Ardohšo (Αρδοχþο): Aši Vanghuhi
- Aša  (Aþαειχþo, "Najboljša pravičnost"): Aša Vahišta
- Atšo (Αθþο, "Kraljevski ogenj"): Atar[85]
- Faro (Φαρρο, "Kraljevski sijaj"): Huarena
- Lrooaspa (Λροοασπο): Drvaspa
- Manaobago (Μαναοβαγο): Vohu Manah[87]
- Mao (Μαο, lunarno božanstvo): Mah
- Mitro (Μιθρο, Μιιρο, Μιορο, Μιυρο): Mitra
- Mozdooano (Μοζδοοανο, "Mazda zmagovalec ?): Ahura Mazda[85][88]
- Nana (Νανα, Ναναια, Ναναϸαο, baktrijska boginja, panazijska Nana, sogdijska Nny, Anahita[85]
- Oado (Οαδο): Vataaju/Vata
- Oahšo (Oαxþo): Oks
- Ooromozdo (Ooρoμoζδο): Ahura Mazda
- Oralagno (Οραλαγνο): Veretragna, iranski bog vojne
- Rišti  (ΡΙϷΤΙ, "Pokončnost"): Arštat[85]
- Šaoreoro (ϷΑΟΡΗΟΡΟ, " Najboljša kraljevska moč", arhetipski vladar): Kšatra Vairja[85]
- Tiero (Τιερο):  Tirija/Tir

Božanstva iz grškega panteona: 
- Zevs (ZAOOY)[89]
- Helij (Ηλιος)
- Hefajst (Ηφαηστος)
- Nike (Οα νηνδο)
- Selena (ϹΑΛΗΝΗ)
- Anemi (Ανημος)
- Erakilo (ΗΡΑΚΙΛΟ): Heraklej
- Sarapo (ϹΑΡΑΠΟ): grško-egipčanski bog Serapis

Indijska božanstva, upodobljena tudi na kovancih:
- Boddo (Βοδδο):  Buda
- Šakamano boddho (þακαμανο Βοδδο): Šakjamuni Buda
- Metrago boddo (Μετραγο Βοδδο): bodisatva  Maitreja
- Maaseno (Mαασηνo): Kartikeja
- Skando-Komaro (Σκανδo-koμαρo): Skanda-Kumara
- Bizago:  Višakha[90]
- Ommo: Uma, žena boga Šive[90]
- Oešo (Οηϸο): zanj se je dolgo domnevalo, da predstavlja indijskega Šivo,[91][92][93] kakor tudi avestskega Vajuja, združenega s Šivo.[94][95]

- Častilec Zevsa/Serapisa/Ohrmazda, Baktrija, 3. stoletje n. št.[96]
- Častilec boga Fara, Baktrija, 3. stoletje n. št.[96]
- Častilec Šive/Oešoja, Baktrija, 3. stoletje n. št.[96]
- Šiva-Oešo in fragment častilca, Baktrija, 3. stoletje n. št.[97]

- Božanstva na kušanskih kovancih in pečatih
- Mahasena na Huviškovem kovancu
- Oešo s štirimi obrazi
- Rišti ali Riom[98][99]
- Manaobago
- Farro
- Ardohšoo
- Oešo ali Šiva
- Oešo ali Šiva z bikom
- Skanda in Visaha
- Kušanski pečat iz karneola s podobo Atarja ("ΑΔϷΟ" (adšo) s simbolom triratana na levi in Kaniškovim dinastičnim znakom na desni
- Kovanec Kaniške I. s podobo Bude in napisom "Boddo" v grški pisavi
- Heraklej
- Buda
- Kovanes Vime Kadfiza s podobo Oešoja, ki bi lahko bil tudi Šiva[100][101][102] ali zoroastrski Vayu-Vata[103]

## Kušani in budizem
Kušani so ob prevzemu oblasti prevzeli grško-budistične običaje prejšnjega indo-grškega kraljestva. Prevzem pokroteljstva nad budističnimi institucijami je imel za posledico razvoj v veliko trgovsko silo. Od sredine 1. stoletja do sredine 3. stoletja se je budizem pod patronatom Kušanov po Svilni cesti razširil na Kitajsko in druge azijske države.
Kaniška je v budističnem izročilu znan po sklicu velikega budističnega koncila v Kašmirju. Kaniško in njegove predhodnike v regiji, indo-grškega kralja Menandra I. (Milinda) in indijska  cesarja  Ašoko in Haršo Vardhano, štejejo budisti  za svoje največje dobrotnike.
V 1. stoletju n. št. so budistične knjige pisali in razširjali budistični menihi in trgovci. Ob kopenskih poteh proti Kitajski in drugam so nastajali tudi budistični samostani. Z razvojem budističnih knjig je v vzhodnem Afganistanu in severnem Pakistanu nastal tudi nov pisni jezik, imenovan gandara. Znanstveniki trdijo, da so našli veliko budističnih zvitkov, delno pisanih v gandarščini.
Iz obdobja vladavine cesarja Huviške je prva znana omemba Bude Amitabhe. Odkrili so jo na spodnjem delu kipa iz 2. stoletja, najdenega v Govindo-Nagarju.  Kip je zdaj v muzeju v Mathuri. Datiran je v "28. leto vladavine Huviške", družina trgovcev pa ga je posvetila Budi Amitabi. Obstaja nekaj dokazov, da je bil Huviška sam privrženec mahajanskega budizma. Fragment rokopisa v sanskrtu v Schøyenovi zbirki  opisuje Huviško kot tistega, ki je "predstavljen v Mahāyāni".
Zgodovinska kronika Radžatarangini iz 12. stoletja omenja podrobnosti iz obdobja kušanskih kraljev in njihovo naklonjenost budizmu.
Potem so v tej deželi vladali ustanovitelji mest, ki so jih po treh svojih kraljih  imenovali Huska, Juska in Kaniska (...) Ti kralji, čeprav so  pripadali turški rasi, so našli zatočišče v dejanjih pobožnosti. V Suskaletri in drugih krajih so zgradili samostane, čaitje in podobne zgradbe. V slavnem obdobju njihovega vladanja je bilo kraljestvo Kašmir večinoma apanaža budistov, ki so si z odpovedovanjem pridobili ugled. Takrat je minilo sto petdeset let, odkar je na tem kopenskem svetu minila nirvana blaženega Sakja Simha in Bodhisatva je bil v tej državi edini vrhovni vladar. Bil je slavni Nagardžuna, ki je bival v Sadarhadvani.
— Radžatarangini (I168-I173)

## Kušanska umetnost
V Gandari, križišču poti, ki so se stekale v Kušansko cesarstvo, se je razvila grško-budistična umetnost, najbolj znana oblika vpliva Kušana na zahodnjake.  Iz Gandare je znanih več upodobitev Kušanov. Oblečeni so v prepasano tuniko in hlače in predstavljeni kot častilci Bude, Bodhisatve in kasnejšega Bude Maitreja.
Po mnenju Benjamina Rowlanda so se prvi znaki kušanske umetnosti pojavili v Halčajanu proti  koncu 2. stoletja pr. n. št. Razvili so se iz helenistične umetnosti in verjetno iz umetnosti mest Ai-Khanoum in Nisa. Umetnost je očitno podobna poznejši umetnosti Gandare in je morda celo bila izvor njenega razvoja. Rowland še posebej opozarja na podobnost etničnih tipov, predstavljenih v Halčajanu in v umetnosti Gandare, pa tudi v slogu portretiranja. Rowland je na primer odkril veliko podobnost med slavno glavo jueškega princa iz Halčajana in glavo Gandarskega Bodhisatve v  Philadelphijskem muzeju. Presenetljiva je tudi podobnost Gandarskega Bodhisatve s portretom kušanskega vladarja Hereja. Po Rowlandu se je baktrijska umetnost Halčajana s svojim vplivom na umetnosti Gandare ohranila več stoletij prav zaradi pokroviteljstva Kušanov.
Številne podobe iz Gandare iz obdobja Kušanskega cesarstva so zelo podobne grškim, sirskim, perzijskim in indijskim podobam. Med pogoste slogovne podobnosti spadajo bogate draperije in skodrani lasje.
Ko so Kušani prišli na oblast tudi v Mathuri, se je razvila mathurska umetnost. V tem času so se začeli množično izdelovati samostoječi kipi Bude, kar je verjetno spodbudilo doktrinarne spremembe v budizmu, ki so omogočile odstopanje od anikonizma, ki je prevladoval v budističnih skulpturah v Mathuri, Bharhutu ali Sančiju od konca 2. stoletja pr. n. št.  Umetniški kulturni vpliv Kušanov je zaradi helenističnih grških in indijskih vplivov postopoma upadel.
- Datirani budistični kipi iz kušanskega obdobja
- Kaniška I.:
Kosambi, Bodhisatva, "Kaniškovo leto 2" (129 n. št.)[114]
- Kaniška I.:
Bala Bodhisatva, Sarnath, "Kaniškovo leto 3" (130 n. št.)[115]
- Kaniška I.:
"Kimbellov sedeči Buda" z napisom "Kaniškovo leto 4" (131 n. št.)[op 4][116][117] drug podoben kip ima datum "Kaniškovo leto 32"[118]
- Kaniška I.:
Buda iz Lorijan Tangaja  z napisom, ki omenja "leto 318" javanaškega obdobja (143 n. št.)[119]
- Vasudeva I:
Haštnagarski Buda na podstavku z napisom "leto 384" javanaškega obdobja (okoli 209 n. št.)[119]
- Vasudeva I.:
Mamane Dheri Budha z napisom "Leto 89", verjetno Kaniškovega vladanja (216 n. št.)[119]
- Kaniška II.:
Kip boginje Hariti iz Skarah Dherija, Gandara,  "leto 399" javanaškega obdobja (244 n. št.)[119]

### Kušanski kovanci
Kušanski kovanci so številčni in so bili  pomembno propagandno orodje za promocijo vseh kušanskih vladarjev. Eden od kušanskih kovancev se je imenoval dinar. Njegovo ime izhaja iz imena rimskega zlatega denarija (denarius aureus). Kušanski kovanci so se kopirali vse do  Kušano-Sasanidov na zahodu in kraljestva Samatata v Bengaliji na vzhodu. Kopije kušanskih kovancev  so bili tudi prvi kovanci Guptskega imperija. Ko je Samudragupta osvojil severozahod Indijske podceline, je od Kušanov prevzel standardne mase njihovih kovancev ter zasnove in tehnike kovanja. Kasnejši guptski kovanci so v primerjavi s prvimi dinastijami postali tako po slogu kot po vsebini bolj indijski.

## Stiki z Rimom
Več rimskih virov omenja obisk ambasadorjev iz Baktrijskega kraljestva in Indije v 2. stoletju n. št. Omernjeni ambasadorji bi lahko bili Kušani.
Historia Augusta o tem pravi:
Reges Bactrianorum legatos ad eum, amicitiae petendae causa, supplices miserunt.
Kralji Baktrije so poslali  [cesarju Hadrijanu] ambasadorje s prošnjo za prijetaljstvo.
Avrelij Viktor (Epitome‚ XV, 4) in Apijan (Praef., 7) omenjata, da je nekaj ambasadorjev iz Indije, Baktrije in Hirkanije sprejel tudi Hadrijanov naslednik Antonin Pij leta 138.
Na nekaj kušanskih kovancih je simbol Rima,  ki kaže na visoko raven osveščenosti in določeno stopnjo diplomatskih odnosov.
V poletno prestolnico Kušanskega cesarstva Bagram je prihajala precejšnja količino blaga, uvoženega  iz Rimskega cesarstva, zlasti različna steklovina. Prisotnost rimskega blaga v  Kušanskem cesarstvu omenjajo tudi kitajski viri:
Tam [v Tianžuju ali severozahodni Indiji] je mogoče najti dragocene predmete iz  Da Qina [Rimskega cesarstva], pa tudi fine bombažne tkanine, preproge iz fine volne, vse vrste parfumov, sladkarije, poper, ingver in črno sol.
— Hou Hanšu

## Stiki s Kitajsko
V 1. in 2. stoletju n. št. se je Kušansko cesarstvo vojaško razširilo proti severu in se postavilo v središče donosne srednjeazijske trgovine. Poročila omenjajo, da so Kušani sodelovali s Kitajci proti vdorom nomadov, zlasti z generalom dinastije Han Ban Čaom leta 84, ko so nomadi poskušali podpreti upor kašgarskega kralja. Okoli leta 85 so kitajskemu generalu Ban Čau pomagali tudi pri napadu na Turpan, vzhodno od Tarimske kotline.
Kušani so v zameno za svojo podporo zahtevali hansko princeso, vendar je bila njihova zahteva zavrnjena, četudi so na hanski dvor poslali darila. Kušani so zato leta 86 z vojsko 70.000 mož napadli generala Ban Čaa, vendar so bili poraženi. Morali so se umakniti in do konca vladavine hanskega cesarja Heja (89–106) plačevati davek.
Kušani so kitajskemu dvoru ponovno poslali darila leta 158–159 med vladanjem cesarja Huana Hanskega.
Po teh vzajemnih stikih se je kulturna izmenjava med cesarstvoma še povečala. Kušanski budistični misijonarji, kot je bil Lokaksema, so postali aktivni v kitajskih prestolnicah Luojang in občasno v Nanjingu, kjer so se še posebej odlikovali s svojim prevajanjem. Omenjajo se kot promotorji svetih spisov Hinajana in Mahajana na Kitajskem, ki so veliko prispevali k prenosu budizma po Svilni cesti.

## Pojemanje

### Kušano-Sasanidi
Po smrti Vasudeve I. leta 225 je Kušansko cesarstvo razpadlo v vzhodno in zahodno polovico. Zahodne Kušane (v Afganistanu) je kmalu podjarmilo perzijsko Sasanidsko cesarstvo. Kušani so izgubili Sogdijo, Baktrijo in Gandaro. Sasanidski vladar Šapur I.  (240–270) v svojem napisu v Nakš-e Rostamu omenja, da poseduje ozemlje Kušana  (Kūšān šahr) vse do  Purušapurja (Pešavar). To pomeni, da je posedoval Baktrijo in ozemlje do Hindukuša ali celo južno od njega:
Jaz, vladar, ki častim Mazdo, Šapur, kralj kraljev Irana in Ne-Irana  ... [Jaz] sem gospodar domen Irana (Ērānšahr) in posedujem ozemlje Perzije, Partije… Hindestana [in] posesti Kušana do meja Peškaburja in do Kaša, Sugda in Čačestana.
— Napis Šapurja I. na Zaratustrovi kaabi v Nakš-e Rostamu
Njegove trditve potrjuje napis Rag-i-Bibi v Afganistanu.
Sasanidi so odstavili zahodno dinastijo in jo nadomestili s perzijskimi vazali, znanimi kot kušanšahi  (v baktrijščini na njihovih kovancih KΟÞANΟ ÞAΟ,  košano šao). Imenovali so se tudi indosasanidi ali kušano-sasanidi. Slednji so postali zelo močni pod Hormizdom I. Kušanšahom (277–286). Uprli so se Sasanidom in hkrati  nadaljevali številne vidike kušanske kulture, vidne zlasti v njihovem naslavljanju in kovancih.

### Mali Kušani in guptska suverenost
Vzhodno kušansko kraljestvo, znano tudi kot Mali Kušani, je imelo središče v Pendžabu. Okoli leta 270 so se njegova ozemlja v porečju Gangesa osamosvojila pod lokalnimi dinastijami, kot so bili Jaudheji. Kušane je nato sredi 4. stoletja pod Samudragupto podjarmil Guptski imperij. Samudragupta v svojem napisu na stebru v Allahabadu razglaša, da so Dēvaputra-Shāhi-Shāhānushāhi (zadnji kušanski vladarji s popačenimi kušanskimi vladarskimi naslovi Devaputra, Šao in Šaonanošao, "Božji sin, kralj, kralj kraljev") zdaj pod njegovo oblastjo in bili prisiljeni "predati se, ponuditi (svoje) hčere v zakon in prepustiti upravljanje svojih okrožij in pokrajin". Napis dokazuje, da so v času pisanja napisa v Allahabadu Kušani še vedno vladali v Pendžabu, vendar pod suverenostjo guptskega cesarja.
Numizmatika kaže, da je kovanje denarja vzhodnih Kušanov precej oslabelo: srebrniki se sploh niso več kovali, zlatniki pa so se kovali v skromnem številu. To kaže, da so vzhodni Kušani izgubili svojo nekdanjo vlogo na trgovskih poteh, po katerih  so dobavljali luksuzno blago in zlato. Njihova budistična umetnost v Gandari je kljub temu še naprej cvetela. V pokrajini so bila ustanovljena nova mesta, kot je Sirsukh blizu Taksile.

### Vdori Sasanidov, Kidaritov in Alhonov
Okoli leta 350 je Šapur II. ponovno prevzel oblast  nad obsežnim ozemljem v sedanjem Afganistanu in Pakistanu, morda zaradi uničenja Kušano-Sasanidskega kraljestva v napadu Hionitov (Beli Huni). Kušano-Sasanidi so še vedno vladali na severu. Pomembne najdbe sasanidskih kovancev v mestu Taksila na drugem bregu Inda, ki se začnejo z vladavinama Šapurja II. (309-379) in Šapurja III.  (383-388), kažejo, da je bilo širjenje sasanidske oblasti preko Inda posledica vojn Šapurja II. "s Hioniti in Kušani"  v letih 350-358, kot jih opisuje Amijan Marcelin.  Šapurja sta obdržaja oblast v regiji do vzpona Kidaritov pod njihovim vladarjem Kidaro.
Leta 360 je Kidarit (Hun) z imenom Kidara strmoglavil Kušano-Sasanide in ostanke stare Kušanske dinastije in ustanovil Kidaritsko kraljestvo. Kidaritski kovanci v kušanskem slogu kažejo, da so Kidariti želeli prevzeti kušansko dediščino. Zdi se, da so bili precej uspešni, čeprav v manjšem obsegu kot njihovi predhodniki Kušani. Na nekdanjih kušanskih ozemljih  vzhodno od Pendžaba je vladal mogočni Guptski imperij.
Ostanke kušanske kulture pod Kidariti na severozahodu so nazadnje pometli vdori Alhonskih Hunov konec 5. stoletja in nato Nezaških Hunov. Alhonske Hune se včasih šteje za stransko vejo Heftalitov.

## Vladarji
Prikazan je najnovejši seznam vladarjev z datumi njihovega vladanja.One of the most recent list of rulers with dates is as follows:
- Herej (okoli 1 – 30), pri kralj, ki je na kovancih sam sebe imenoval "Kušan"  50px

"Veliki Kušani"
- Kudžula Kadfiz (okoli 50 – okoli  90)
- Vima Takto (okoli  90 – okoli  113), imenovan tudi Soter Megas ali "Veliki rešitelj"
- Vima Kadfiz (okoli 113 – okoli 127), prvi veliki kušanski cesar
- Kaniška Veliki (127 – okoli 151)
- Huviška (okoli 151 – okoli 190)
- Vasudeva I. (okoli 190 – 230), zadnji veliki kušanski cesar
- Kaniška II. (okoli 230 – 247)
- Vašiška (okoli 247 – 267)

"Mali Kušani"
- Kaniška III. (okoli 267 – 270)
- Vasudeva II. (okoli 270 – 300)
- Mahi (okoli 300 – 305)[144]
- Šaka (okoli 305 – 335)[144]
- Kipunada (okoli 335 – 350)[144]